# Pachycephala balim
El silbador de Balim (Pachycephala balim) es una especie de ave paseriforme de la familia Pachycephalidae endémica de Nueva Guinea. Hasta 2016 se consideraba una subespecie del silbador dorado.

## Distribution
Se encuentra únicamente en las montañas Sudirman de la provincia de Papúa de Indonesia, en el oeste de isla de Nueva Guinea.